# CSG Ulbe van Houten
CSG Ulbe van Houten is een christelijke school voor voortgezet onderwijs in Sint Annaparochie (Friesland).
De school is vernoemd naar Ulbe van Houten. Hij heeft 47 jaar op deze school lesgegeven in: Frans, Engels, Geschiedenis, Nederlands en godsdienst. Van Houten werd geboren in 1904, kwam op de Ulbe in 1922, nam afscheid in 1969 en stierf in 1974. Hij gaf zo lang les dat soms wel drie generaties van hem les hebben gehad.

## Schoolgebouw
Het sterk verouderde schoolgebouw is in 2015 gesloopt, en de school heeft een nieuwe plek ingenomen een aantal straten verderop, recht naast het sportcomplex en zwembad. Dit gebouw delen ze met een andere school, de Foorakker, alsook een onderwijsinstelling voor kinderen uit het nabijgelegen asielzoekerscentrum.

## Richtingen
- Vmbo b/k/g/t
- Havo onderbouw
- Vwo onderbouw